# Unione per la Politica Reale
Unione per la Politica Reale (in polacco: Unia Polityki Realnej - UPR) è un partito politico di orientamento nazional-conservatore fondato in Polonia nel 1990.

## Storia
Il partito si presenta per la prima volta in occasione delle elezioni parlamentari del 1991, quando ottiene il 2,3% dei voti e tre seggi. Alle successive elezioni parlamentari del 1993 vede aumentare i propri consensi al 3,2% ma, a causa dell'introduzione di una soglia di sbarramento al 5%, non consegue alcuna rappresentanza. In occasione delle elezioni parlamentari del 1997, l'UPR si ferma al 2% dei voti.
In vista delle elezioni parlamentari del 2001, il partito decide di presentarsi all'interno di Piattaforma Civica, di centro-destra, senza tuttavia conquistare alcun seggio. Alle elezioni europee del 2004 il partito conferma la sua tendenza negativa e ottiene l'1,9% dei voti.
Per le elezioni parlamentari del 2005 il partito si presenta all'interno della "Piattaforma Janusz Korwin-Mikke", che ottiene l'1,6% dei voti senza conseguire seggi. Alle successive parlamentari del 2007 si presenta con Lega delle Famiglie Polacche e Destra della Repubblica formando la coalizione Lega della Destra della Repubblica, che consegue l'1,2% dei voti; alle europee del 2009 corre invece con proprie liste, ottenendo l'1,1%.
Nel 2009 la "Piattaforma Korwin-Mikke" si trasforma in un partito autonomo, "Libertà e Stato di Diritto" (Wolność i Praworządność - WiP): esso vede l'adesione di vari esponenti dell'UPR e assumerà, nel 2011, la denominazione di Congresso della Nuova Destra.
In occasione delle elezioni parlamentari del 2011 l'UPR si presenta all'interno di Destra della Repubblica, che ottiene solo lo 0,3%; alle europee del 2014 partecipa all'alleanza del Movimento Nazionale, cui va l'1,4% dei voti.
In vista delle elezioni parlamentari del 2015 presenta propri candidati in Kukiz'15 e ottiene due seggi: sono eletti il presidente del partito, Bartosz Józwiak, e Jakub Kulesza.

## Leader
- Janusz Korwin-Mikke (1990-1997)
- Stanisław Michalkiewicz (1997-1999)
- Janusz Korwin-Mikke (1999-2003)
- Stanisław Wojtera (2003-2005)
- Jacek Boroń (2005)
- Wojciech Popiela (2005-2008)
- Bolesław Witczak (2008-2011)
- Bartosz Józwiak (dal 2011)

## Risultati elettorali
| Elezione          | Elezione     | Voti        | %           | Seggi   |
| ----------------- | ------------ | ----------- | ----------- | ------- |
| Parlamentari 1991 | Sejm         | 253.024     | 2,26        | 3 / 460 |
| Parlamentari 1993 | Sejm         | 438.559     | 3,18        | 0 / 460 |
| Parlamentari 1997 | Sejm         | 266.317     | 2,03        | 0 / 460 |
| Parlamentari 2001 | Sejm         | In PO       | In PO       | 0 / 460 |
| Europee 2004      | Europee 2004 | 113.675     | 1,87        | 0 / 54  |
| Parlamentari 2005 | Sejm         | 185.885     | 1,57        | 0 / 460 |
| Parlamentari 2007 | Sejm         | 209.171     | 1,30        | 0 / 460 |
| Europee 2009      | Europee 2009 | 81.146      | 1,14        | 0 / 50  |
| Parlamentari 2011 | Sejm         | in PR       | in PR       | 0 / 460 |
| Europee 2014      | Europee 2014 | 98.626      | 1,40        | 0 / 50  |
| Parlamentari 2015 | Sejm         | In Kukiz'15 | In Kukiz'15 | 2 / 460 |
| 1. 2. 3.          |              |             |             |         |